# El Carro
El Carro is een Colombiaanse komedie uit 2003 van regisseur Luis Orjuela.

## Verhaal
De film gaat over een Colombiaanse familie uit Bogota die voor de eerste keer een auto koopt. De auto wordt een belangrijk onderdeel van de familie, en is bij alle hoogte- en dieptepunten in het leven van de verschillende familieleden aanwezig. De film laat zien hoe belangrijk een auto kan zijn voor een familie, en hoe gehecht de mensen eraan raken. 

## Rolverdeling
Monica Lopera ...  Verteller (stem) 

Andrea Gomez Gonzalez ...  Gloria 

Hansel Camacho ...  Segundino 

Bernardo García ...  Alfredo 

Diana Patricia Hoyos ...  Lorena 

Daniel Caldéron ...  Edilberto 

Mauricio Corredor ...  Tocarruncho 

## Muziek
De Colombiaanse zanger Mario Duarte heeft de gehele soundtrack voor de film geschreven. De nummers staan op zijn cd 'Golpe de Ala'.